# Gammal
Gammal är ett runsvenskt mansnamn, som återfinns i flera svenska vikingatida runinskrifter, från främst Uppland (U 56, U 144, U 163, U 207, U 409, U 952, U 1070) , men också från Södermanland (Sö 359) och Öland (Öl 37), samt möjligen i en 1100-tals inskrift i Penningtons kyrka, Cumbria, England.[källa behövs]
Det har använts ända till våra dagar, men är numera väldigt ovanligt. I juli 2025 fanns det 33 personer med namnet Gammal i Sverige.

## Extena länkar
- Wiktionary har ett uppslag om gammal.